# Campionato sudamericano maschile di pallavolo 1956
Il II campionato sudamericano maschile di pallavolo si è svolto nel 1956 a Montevideo, in Uruguay. Al torneo hanno partecipato 5 squadre nazionali sudamericane e la vittoria finale è andata per la seconda volta consecutiva al Brasile.

## Squadre partecipanti
- Brasile
- Cile
- Paraguay
- Perù
- Uruguay

## Classifica finale
| Classifica | Squadre  |
| ---------- | -------- |
|            | Brasile  |
|            | Uruguay  |
|            | Paraguay |
| 4          | Perù     |
| 5          | Cile     |